# Presladol
Presladol je naselje u Općini Krško u istočnoj Sloveniji. Presladol se nalazi u pokrajini Štajerskoj i statističkoj regiji Donjoposavskoj. 

## Stanovništvo
Prema popisu stanovništva iz 2002. godine Presladol je imao 181 stanovnika.

## Vanjske poveznice
- Satelitska snimka naselja  Arhivirana inačica izvorne stranice od 29. srpnja 2017. (Wayback Machine)